# DPA
A Danish Pedophile Association (Associação Pedófila Dinamarquesa, DPA; em dinamarquês: Pædofilgruppen) foi uma associação dinamarquesa em defesa da aceitação social da pedofilia, fundada em 1985. Em 2004 decidiu dissolver-se perante a forte pressão política e mediática que enfrentava. Um grupo cindido de membros em desacordo com a dissolução, chamado de DPA Grupo 04, decidiu então reabrir o site da organização, acessível até hoje.

## História
A Associação Pedófila Dinamarquesa foi criada em 1985. Aberta para pedófilos, simpatizantes e profissionais diversos, seus objetivos eram "informar à sociedade (...) sobre a pedofilia, a sexualidade infantil e as relações românticas e sexuais entre crianças e adultos" e fomentar o debate sobre esses assuntos a fim de "mitigar os preconceitos" da sociedade. Suas atividades envolviam apoio mútuo e assistência social para pedófilos. Também celebrava reuniões anuais, algumas apenas para sócios e outras abertas para o público em geral. O número de membros vai ser de 80 em 1996 e de 100 em 2004. Também publica o boletim em dinamarquês Ny Sexualpolitik.
Em 2004, a DPA decidiu dissolver-se e fechar o seu site  durante o transcurso de uma investigação sobre as atividades da associação iniciada pela Promotoria Geral de Dinamarca e perante os fortes ataques dalguns jornalistas. Um grupo cindido de membros em desacordo com a decisão, chamado de DPA Grupo 04, decidiu então reabrir o sítio da associação. Em um comunicado publicado no mesmo site, o DPA Grupo 04 explicava que os seus membros se recusavam "a ser dominados pela pressão injusta de jornalistas anti-democratas, políticos e grupos não menos fanáticos da Dinamarca e do estrangeiro", expressavam a vontade de "poder utilizar a liberdade constitucional de expressão que corresponde a todos os cidadãos" e afirmavam que a dissolução da associação e do seu sítio eram equivalentes a ceder perante o terrorismo. No seu comunicado, o grupo acusava outros grupos de terem utilizado ou ameaçado utilizar métodos ilegais contra a DPA, mencionando expressamente a associação Stop Pædofili Nu, que ameaçou roubar e publicar a lista de membros da organização. No dezembro de 2005, a DPA foi exonerada pelo Comitê de Investigação do Ministério da Justiça do Governo Dinamarquês, que estimou que a associação era legal em virtude da liberdade de expressão.

## Objetivos
No seu sítio na internet, donde difunde o seu ideário, a DPA explica os seus objetivos e políticas da seguinte maneira:
- Informar a sociedade, mitigando os preconceitos, sobre a pedofilia, a sexualidade infantil e as relações românticas e sexuais entre crianças e adultos.
- Ser um ponto de contato social e apoio mútuo para pessoas com problemas sentimentais, sexuais, legais ou sociais relacionados com a pedofilia.
- Promover o debate e a troca de opiniões sobre os papéis, a identidade e o estilo de vida dos pedófilos.
- Desenvolver o sentido de responsabilidade dos pedófilos para as crianças.
- A associação também pode, se necessário, assumir o controle doutros objetivos de natureza político-sexual relacionados com a infância.
- A associação não pode organizar atividades ilegais de tipo nenhum nem fazer de intermediária para tais atividades.